# Musikjahr 1634
Liste der Musikjahre

◄◄ | ◄ | 1630 | 1631 | 1632 | 1633 | Musikjahr 1634 | 1635 | 1636 | 1637 | 1638 | ► | ►►

Weitere Ereignisse
Dieser Artikel behandelt das Musikjahr 1634.

## Ereignisse
- 03. Februar: James Shirleys spektakuläre Masque The Triumph of Peace wird in London aufgeführt. Das Werk enthält Musik von William Lawes, Simon Ives und Bulstrode Whitelocke. Die Aufführung wurde am 13. Februar wiederholt.
- 29. September: Die Masque Comus von John Milton mit Musik komponiert von Henry Lawes wird im Ludlow Castle aufgeführt.
- In Oberammergau werden erstmals die Passionsspiele aufgeführt.

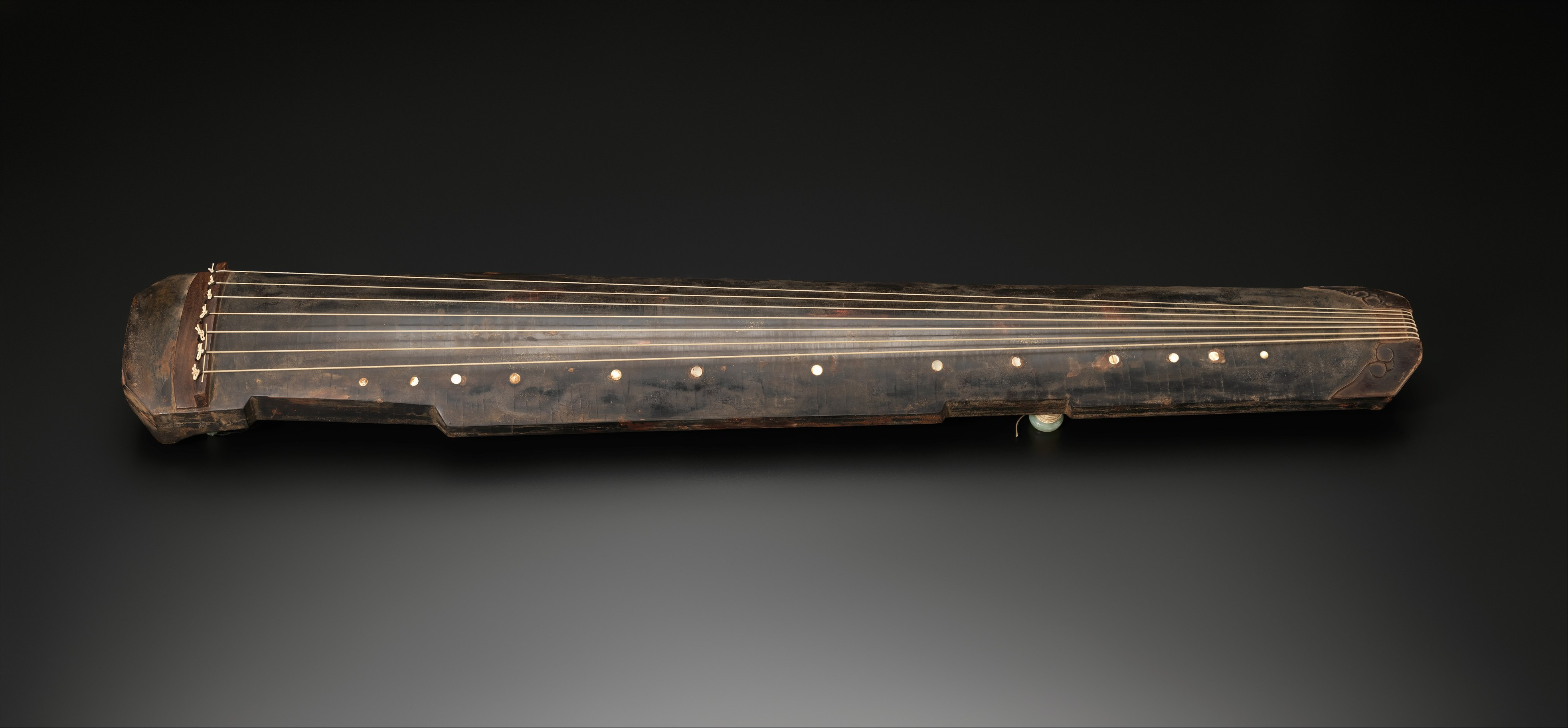
Chinesische Guqin, 1634

## Instrumental- und Vokalmusik (Auswahl)
- Antonio Maria Abbatini – Il terzo libro di sacre canzoni a due, tre, quattro, cinque, e sei voci, Orvieto: Rinaldo Ruoli
- Charles d’Ambleville – Octonarium sacrum
- Ignazio Donati – erstes Buch der Motetten, op. 16, Venedig: Alessandro Vincenti
- Melchior Franck
  - Zwey neue Christliche Klag- und Traur-Gesäng zu vier und sechs Stimmen, Coburg: Johann Forckel (zwei Beerdigung-Motetten)
  - Der 51. Psalm deß Königlichen Propheten Davids, Miserere mei Deus zu vier, fünf, sechs und acht Stimmen, Coburg: Johann Forckel
  - Neues Christliches Grabgesang (Ach du mein liebstes Jesulein) zu vier Stimmen, Coburg, Johann Forckel (eine Beerdigungs-Motette)
- Giovanni Maria Trabaci – Passionen nach den vier Evangelisten, Neapel

## Musiktheater
- William Lawes
  - Comus
  - The Triumph of Peace

## Geboren

### Geburtsdatum gesichert
- 07. Januar: Adam Krieger, deutscher Komponist und Kirchenmusiker († 1666)
- 26. März: Domenico Freschi, italienischer Komponist und Priester († 1710)
- 30. November: Andrés de Sola, spanischer Komponist und Organist († 1696)

### Genaues Geburtsdatum unbekannt
- Clamor Heinrich Abel, deutscher Komponist, Violinist und Organist († 1696)
- Antonio Draghi, italienischer Komponist, Librettist und Sänger († 1700)

### Geboren um 1634
- Carlo Grossi, italienischer Komponist, Organist und Sänger († 1688)

## Gestorben

### Todesdatum gesichert
- 02. Januar: Thomas Schott, deutsch-schweizerischer Orgelbauer (* 1578)
- 21. April: Bartolomeo Ratti, italienischer Franziskanerbruder, Priester, Organist, Sänger, Kapellmeister und Komponist (* 1565)
- 28. April: Benedikt Faber, deutscher Komponist (* um 1580)
- 31. Oktober: Erasmus Widmann, deutscher Organist und Komponist (* 1572)
- 15. November (bestattet): Johann Staden, deutscher Organist und Komponist (* 1581)

### Genaues Todesdatum unbekannt
- Adriano Banchieri, italienischer Mönch und Komponist (* 1568)
- George Kirbye, englischer Komponist (* um 1565)